# Знаменская городская община
Знаменская городская община (укр. Знам'янська міська громада) — территориальная община в Кропивницком районе Кировоградской области Украины.
Административный центр — город Знаменка.
Население составляет 27366 человека. Площадь — 112,6 км².
Община создана 12 июня 2020 года, путём объединения территорий Знаменского городского совета Кировоградской области и Петровского сельского совета Знаменского района.

## Населённые пункты

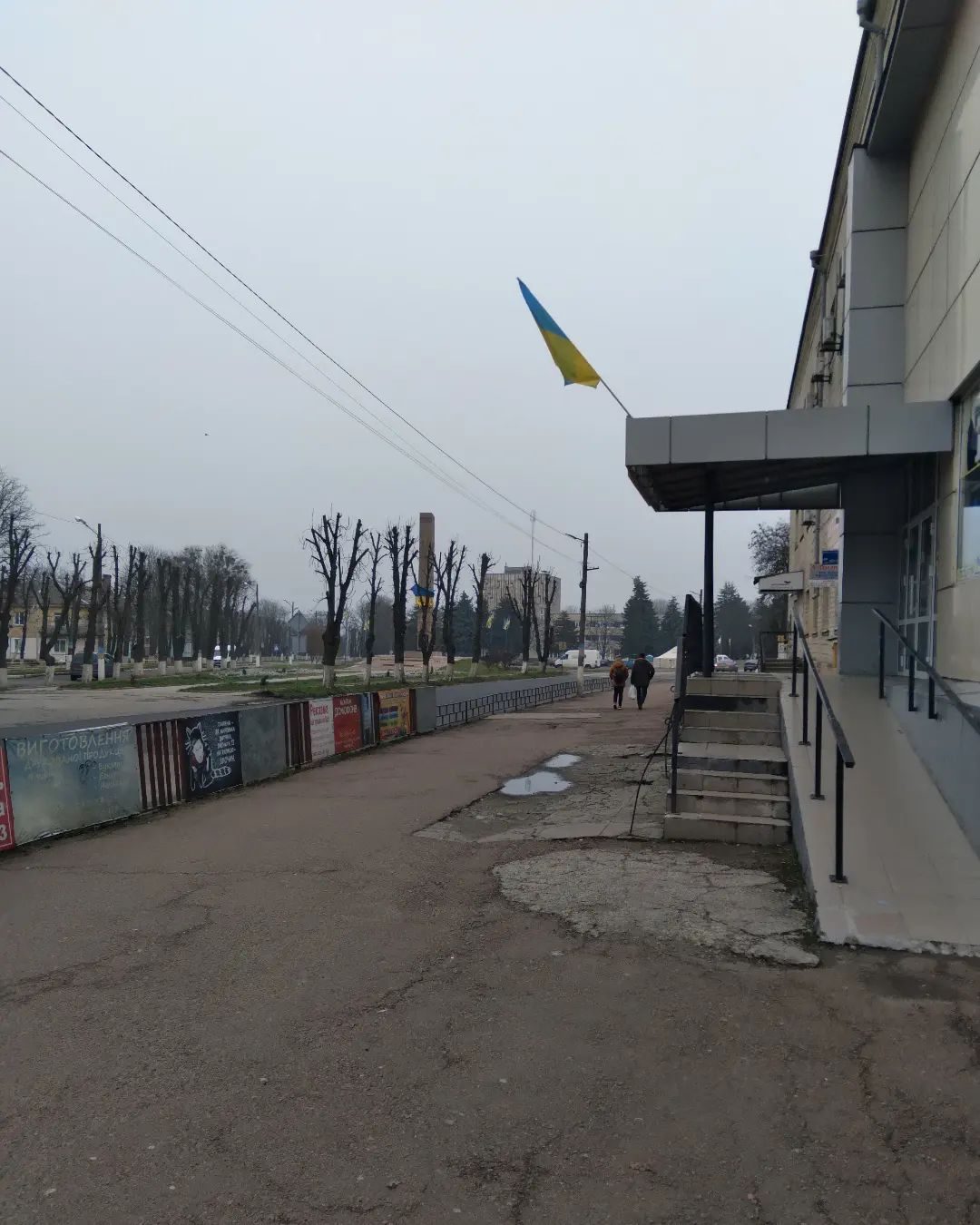
Главная площадь Знаменки

В состав общины входит 1 город, 1 посёлок, 4 села:
- Город Знаменка
- Знаменский Второй старостинский округ:
  - Посёлок Знаменка Вторая
  - Водяное
- Петровский старостинский округ:
  - Новоалександровка
  - Петрово
  - Сокольники